# Bebat
Bebat is een Belgische vereniging zonder winstoogmerk die zich richt op de inzameling, sortering en recyclage van gebruikte batterijen in België. De organisatie werd in 1995 opgericht door producenten van batterijen om bedrijven en producenten te helpen voldoen aan de wettelijke aanvaardingsplicht voor batterijen.

## Activiteiten
Bebat faciliteert de inzameling van lege batterijen via een landelijk dekkend netwerk van meer dan 24.000 inzamelpunten waar consumenten hun lege batterijen gratis en gemakkelijk kunnen inleveren. In 2022 behaalde België hierdoor een inzamelpercentage van 58,5%, ruim boven de Europese norm van 45% vastgelegd in Richtlijn 2006/66/EG van het Europees Parlement en de Raad.
De bedrijven die bij Bebat zijn aangesloten worden ondersteund bij de volgende taken, in het kader van de wettelijke aanvaardingsplicht de wettelijke aanvaardingsplicht:
Rapportage van het aantal op de markt gebrachte batterijen
- Inzameling van batterijen via het inzamelnetwerk
- Sensibilisering en preventie
- Behalen van de wettelijke inzameldoelstellingen
- Rapportage van het ingezamelde gewicht aan batterijen
- Correcte recyclage van de ingezamelde batterijen
- Behalen van de wettelijke recyclagerendementen

Bebat geeft lege batterijen een nieuw leven en behoort tot de wereldtop op het gebied van batterij-inzameling.

## Organisatie
Het bestuur van Bebat bestaat uit vertegenwoordigers van volgende bedrijven, organisaties en overheden.
Leden:
- Commissie Automotive
- Commissie Thuisbatterijen
- Duracell
- Advanced Power Solutions
- Varta

Waarnemers:
- DSD (Département du Sol et des Déchets)
- Leefmilieu Brussel
- De OVAM (Openbare Vlaamse Afvalstoffenmaatschappij)
- COMEOS
- TECHLINK
- TRAXIO

Oorspronkelijk was de VZW gevestigd in Brussel maar in 2010 verhuisde Bebat naar Tienen.

## Wettelijke aanvaardingsplicht voor batterijen
De wettelijke aanvaardingsplicht is van toepassing voor elke onderneming die batterijen importeert, produceert of op de Belgische markt brengt. De wet vloeit voort uit de Europese Batterijrichtlijn 2006/66/EC die werd omgezet in de federale wetgeving en de drie regionale wetgevingen in België.
Organisaties die aan de aanvaardingsplicht moeten voldoen, zijn verplicht zich te registreren, aangifte te doen van verkochte batterijen, een inzamelsysteem op te zetten, de ingezamelde batterijen te laten recycleren en hierover te rapporteren aan de overheden.
Niet elk bedrijf is voorbereid op de wettelijke aanvaardingsplicht voor batterijen. Bebat ondersteunt bedrijven bij het naleven van hun aanvaardingsplicht.
Winkels die batterijen verkopen, kunnen zich aansluiten bij het nationale inzamelnetwerk van Bebat. Ook bedrijven kunnen zich aanmelden als inzamelpunt, om ecologische redenen of omdat ze zelf veel batterijen verbruiken.

## Sorteer-en recyclageprocedure

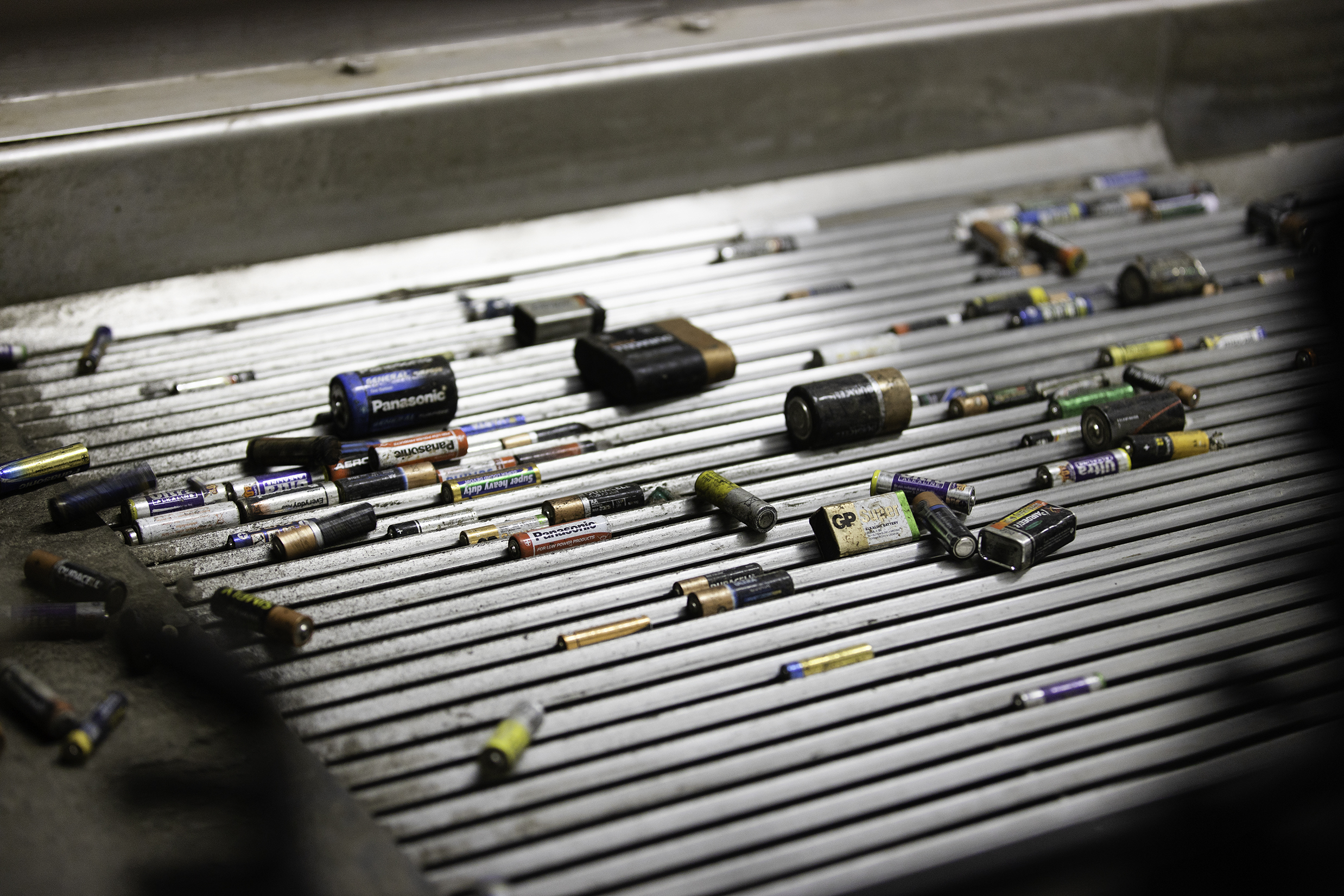
Mechanische sorting van batterijen in Bebat sorteercentrum Sortbat

Het sorteerproces begint bij het ophalen van de ingezamelde batterijen bij het Bebat-netwerk van inzamelpunten. Van daaruit gaan ze naar het sorteercentrum Sortbat in Tienen voor verdere verwerking. 
Het sorteerproces gebeurt in 4 stappen:  
1. Voorsorteren: In deze eerste stap worden de grote batterijen en accupacks handmatig uitgesorteerd.
2. Manueel sorteren: Bijzondere batterijen zoals loodaccu's en accupacks van elektrisch gereedschap worden manueel verwijderd, evenals voorwerpen die niet thuishoren in het sorteerproces zoals afval, elektronica, injectienaalden en gloeilampen.
3. Magnetisch sorteren: De overgebleven batterijen komen terecht bij een magnetische sorteerafdeling. Batterijen met een niet-magnetisch omhulsel, zoals sommige zinkbatterijen en knoopcelbatterijen, worden apart gehouden omdat ze mogelijk zware metalen bevatten.
4. Mechanisch sorteren: In de laatste stap worden de batterijen op vorm en grootte gesorteerd door middel van een schudzeef. Er worden aparte fracties gemaakt voor knoopcelbatterijen, 9V-, 4,5V-, AA-, AAA-, C- en D-batterijen.

Door dit uitgebreide sorteerproces kunnen de verschillende batterijsoorten apart worden gerecycleerd volgens de juiste procedures.
Na het sorteren op basis van chemische samenstelling, worden de batterijen gerecycleerd volgens specifieke processen voor elk type. Bebat werkt hiervoor samen met gespecialiseerde verwerkingsbedrijven in België en omliggende landen.
De volgende chemische families worden apart gerecycleerd: 
- Alkaline
- zinkkool
- nikkel-cadmium
- nikkel-metaalhydride
- lithium

De materialen die uit deze recyclageprocedures gewonnen worden, vinden nieuwe toepassingen in verschillende industrieën. Batterijen die apart zijn gesorteerd, zoals loodaccu's en accupacks, worden eveneens naar de geschikte verwerkers gestuurd voor recyclage.
EV-batterijen hebben een grotere capaciteit en vereisen extra veiligheidsmaatregelen tijdens het recyclingproces, dat op een andere manier verloopt dan bij conventionele batterijen. EV-batterijen komen bovendien in aanmerking voor hergebruik.

## Vernieuwd inzamelsysteem sinds 2021
Sinds 2021 maakt Bebat gebruik van een nieuw inzamelsysteem met herbruikbare kubussen in plaats van wegwerpzakjes. Consumenten kunnen via de kubus zien welke batterijen ze waar kunnen inleveren.
Ook werden 17.000 slimme inzamelunits met telemetriesystemen geplaatst, die meldingen geven wanneer ze vol zijn om onnodige ophalingen te voorkomen.
In recyclageparken zijn extra veilige containers geplaatst voor grote en beschadigde batterijen.
Het nieuwe inzamelsysteem heeft als doel de duurzaamheid en veiligheid bij het inzamelen van batterijen te optimaliseren.

## Inzamelresultaten van Bebat
In 2022 zamelde Bebat 3.717 ton aan batterijen in, met een inzamelpercentage van 58,5% volgens de wettelijke berekeningsmethode. Onderzoek toont echter aan dat er per 100 kg huisvuil slechts 1 batterij wordt teruggevonden. Dit betekent dat Bebat meer dan 90% inzamelt van de batterijen waarvan de consument zich wil ontdoen.
In 2022 registreerde Bebat:
- 27.485 ophalingen
- 24.355 inzamelpunten (vb. scholen, winkels, bedrijven of recyclageparken)
- 4.591 deelnemende bedrijven (die door Bebat ondersteund worden bij het voldoen aan de aanvaardingsplicht voor batterijen.)

97% van de Belgen kent het Bebat-systeem.

## Educatie over batterijen
Bebat zet zich in op educatie en sensibilisering rond batterij-inzameling en -recyclage, onder meer via het interactieve bezoekerscentrum Villa Pila voor lagere schoolkinderen en lespakketten over batterijen.
De organisatie informeert consumenten ook over veilig batterijgebruik en wat te doen bij incidenten.

## Mijlpalen in de geschiedenis van Bebat
| Jaar | Gebeurtenis |
| ---- | --- |
| 1995 | Oprichting Bebat |
| 1996 | Inzameling eerste batterijen |
| 1998 | 100 miljoen batterijen ingezameld |
| 2007 | 1 miljard batterijen ingezameld |
| 2010 | Verhuis van Brussel naar nieuwe vestiging in Tienen |
| 2010 | Oprichting Sortbat: een sorteercentrum waar alle ingezamelde batterijen uit België gesorteerd worden |
| 2010 | Opening Villa Pila. Een interactief bezoekersparcours om kinderen te sensibiliseren rond recyclage van batterijen |
| 2011 | Nieuw logo en huisstijl |
| 2014 | Lancering 'Recycle!': een app over sorteertips. Een samenwerking tussen Bebat, Fostplus en Recupel. |
| 2016 | Fusie Bebat en Recybat. Recybat stond in voor de aanvaardingsplicht van gebruikte automotive batterijen. Na de fusie gaan alle gebruikte batterijen naar Bebat. |
| 2020 | Oprichting Reneos: het Europees platform voor inzameling en recyclage van lithium-ion batterijen uit elektrische voertuigen. Bebat is mede-oprichter en aandeelhouder. |
| 2021 | Uitrol slimme inzamelunits |
| 2021 | Lancering “EasyBat”. Een platform in samenwerking met Fluvius en Energy Web dat toelaat om de volledige levensloop van industriële batterijen en hun samenstellende modules levenslang op te volgen. |
| 2021 | Introductie milieubijdrage voor thuisbatterijen |
| 2022 | Villa Pila, het bezoekersparcours van Bebat voor scholen, ontvangt haar duizendste school in aanwezigheid van burgemeester van Tienen, Katrien Partyka. |
| 2023 | - Lancering nieuwe strategie: bewustmaking rond niet-zichtbare batterijen. Lancering nieuw icoontje om niet-zichtbare batterijen zichtbaar te maken. - Nieuwe tagline: Beter voor de natuur en voor ons allemaal. - Publicatie nieuwe Europese Batterijverordening (2023/1542) door de Europese Commissie: deze nieuwe wetgeving raakt aan de Europese grondstoffenbeschikbaarheid, de (economische) circulariteit en de verduurzaming van de volledige batterij waardeketting. |

## Awards
- 2021: Bronzen AMMA Award
- 2022: Henry van de Velde Award voor Business Innovation
- 2022: Zilveren IAB Mixx Marketing & Interactive Excellende Award

## Eucobat
Bebat is stichtend lid van de Europese organisatie Eucobat, de Europese associatie van nationale inzamelsystemen voor batterijen. De organisatie ondersteunt haar leden op het gebied van het ecologisch verantwoord inzamelen en recycleren van batterijen.
De voorzitter van Eucobat is Peter Coonen, algemeen directeur van Bebat.